# Entodon schensianus
Entodon schensianus är en bladmossart som beskrevs av C. Müller 1896. Entodon schensianus ingår i släktet Entodon och familjen Entodontaceae. Inga underarter finns listade i Catalogue of Life.